# Руда Шлеска
Руда Шлеска (пољ. Ruda Śląska) је град у Пољској у Војводству Шлеском у Повјату Руда Шлеска. Према попису становништва из 2011. у граду је живело 142.510 становника.

## Становништво
Према прелиминарним подацима са пописа, у граду је 2011. живело 142.510 становника.
| 2002.   | 2011.   | 2012.   |
| ------- | ------- | ------- |
| 150.595 | 142.510 | 142.346 |

## Партнерски градови
- Вибо Валенција
- Mank
- Мелк
- Гижицко